# Siegmund Breitbart
Siegmund Breitbart (Łódź, 22 febbraio 1883 – 12 ottobre 1925) è stato un circense polacco.
È stato uno dei più famosi strongman di inizio secolo, noto come "Il Re di Ferro" (Eisenkönig).

## Biografia
Nacque a Łódź da una famiglia di ebrei polacchi, fabbri da generazioni. Secondo la sua autobiografia, i suoi genitori scoprirono per la prima volta la sua prodigiosa forza all'età di appena tre anni, quando il piccolo Zishe sollevò una pesante sbarra di ferro che gli era caduta addosso. A quattro anni iniziò a lavorare alla forgia. Reclutato dall'esercito russo durante la prima guerra mondiale, fu catturato dai tedeschi: dopo la fine della guerra rimase in Germania, e iniziò a guadagnarsi da vivere esibendosi nelle fiere e nei mercati.

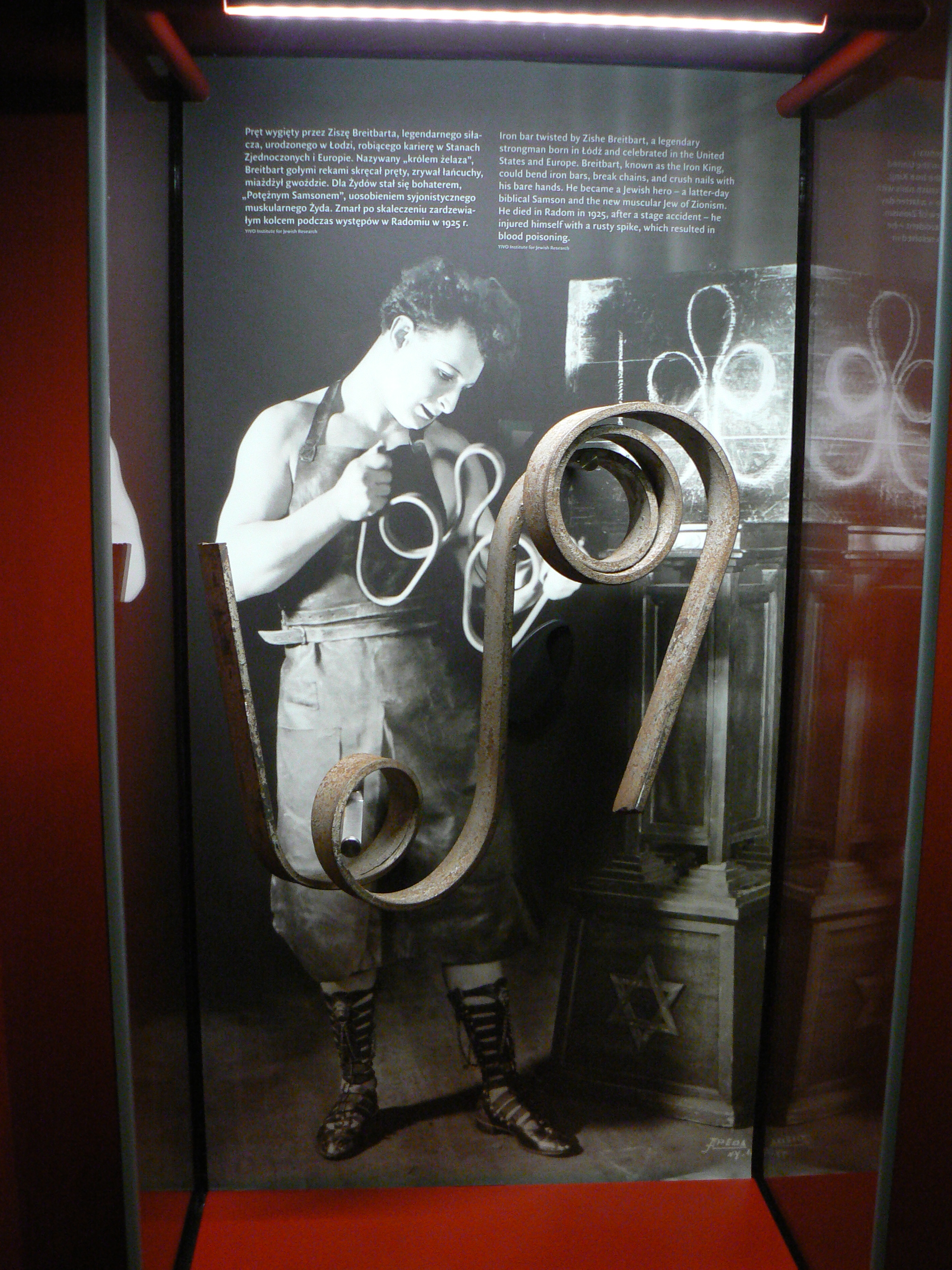
Teca dedicata a Breitbart nel POLIN Museo della storia degli ebrei polacchi a Varsavia

Le sue dimostrazioni di forza attingevano al suo passato come fabbro. Zishe piegava a mani nude delle barre di ferro in eleganti disegni floreali; tranciava catene a morsi; spezzava a metà un ferro di cavallo; trainava un carro e 40 persone usando solo i denti. Perfezionò una delle performance più diffuse all'epoca, la cosiddetta Tomba di Ercole: disteso sul dorso, sorreggeva enormi pesi con il petto e l'addome. In questa posizione riuscì a sorreggere una piattaforma sulla quale due motociclisti compivano acrobazie. Breitbart offriva inoltre un corso di potenziamento per corrispondenza. Per le sue lezioni aveva inventato un apparato speciale: composto da due impugnature e una serie di lastre di acciaio speciale, veniva piegato in diverse posizioni.
La sua carriera si arrestò bruscamente all'età di 42 anni. Un suo classico numero consisteva nel piantare un chiodo da ferrovia in cinque tavole di legno spesso, utilizzando solo le mani. Durante una performance a Berlino, nel 1925, il chiodo arrugginito trapassò il legno e lo ferì alla gamba. Per otto settimane Breitbart rimase attaccato alla vita, mentre i medici cercavano di fermare l'infezione. Dopo aver subito l'amputazione di entrambe le gambe, il Re di Ferro morì. La sua vita è riportata, in modo romanzato, nel film Invincibile.